# Krampens station

Krampens station är en före detta järnvägsstation och omlastningsplats på Stambanan Krylbo–Mjölby cirka 12 km söder om Skinnskattebergs station.
Stationen öppnades 1900. Den var bemannad fram till åtminstone 1962.
År 1901 anslöts Uttersberg–Riddarhyttans Järnväg via ett bispår från Uggelfors ett par km norr om Krampen. Då stambanan och URJ-banan hade olika spårvidder, och alltså inte enkelt kunde ha genomgående vagnar, blev Krampen en betydande omlastningsplats mellan de båda banorna.
Här fanns under andra världskriget ett flyktingläger för sovjetiska soldater, det så kallade Krampenlägret.